# フランス・ポーランド同盟 (1524年-1525年)
フランス・ポーランド同盟（フランス・ポーランドどうめい、仏: Alliance franco-polonaise）は、フランス王フランソワ1世とポーランド王ジグムント1世スタルィの間で、1524年に締結された同盟。
フランソワ1世は中央ヨーロッパにおいてハプスブルク家の神聖ローマ皇帝カール5世に対抗するための同盟相手を探していた。ジグムント1世の王妃でイタリア出身のボナ・スフォルツァはミラノ公国を奪回するために同盟に前向きだった。カール5世がモスクワ大公国に接近したため、ジグムント1世自身もポーランドが二正面作戦を強いられる可能性を考えて同盟を支持した。
同盟交渉は1524年にアントニオ・リンコン、続いてヒエロニムス・ワスキによって行われた。フランスとポーランドが締結した協定は、フランソワ1世の次男オルレアン公アンリがジグムント1世の娘と、ジグムント1世の長男がフランソワ1世の娘と結婚することを規定した。また、ジグムント1世はボナ・スフォルツァとの結婚によりミラノにいくらかの権利を有したが、フランソワ1世によるミラノの再征服を支持すべきとした。同盟は実質的には1524年に開始した。
しかし、1525年にフランソワ1世がパヴィアの戦いで捕虜になると、同盟は崩壊した。1526年以降、フランソワ1世が中央ヨーロッパで再び同盟相手を探すとき、彼は代わりにハンガリー王国に注目するようになり、1528年にはサポヤイ・ヤーノシュとフランス・ハンガリー同盟を締結した。